# Curva de Keeling

La curva de Keeling : concentraciones CO_{2} atmosférico medidas en Mauna Loa (Hawái) de 1958 al presente.

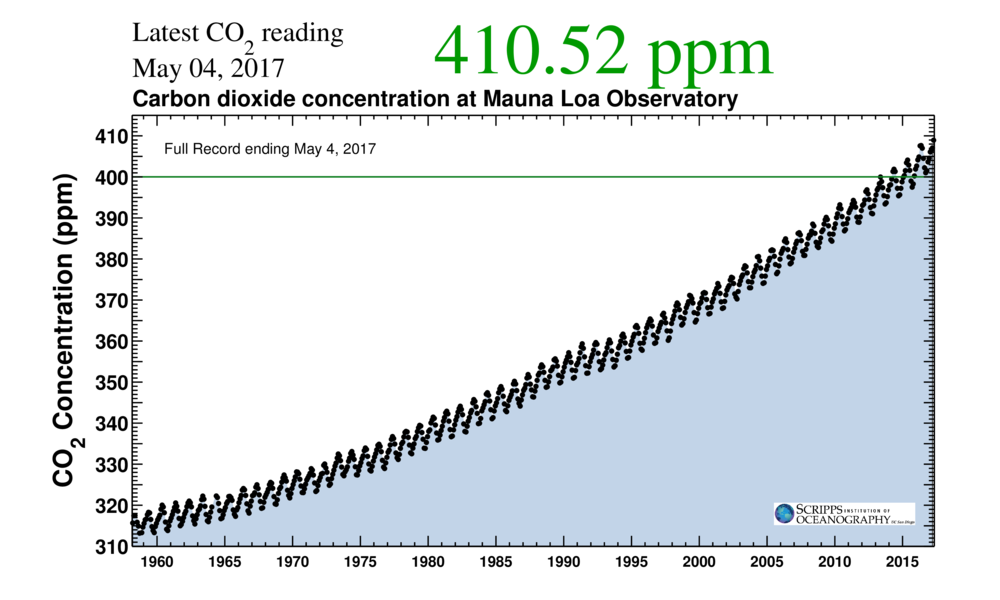
Curva de Keeling, El 4 de mayo de 2017 se alcanzaron 410,52 ppm según la Scripps Institution of Oceanography, UC San Diego. En marzo de 2025 se alcanzaron 428 ppm.

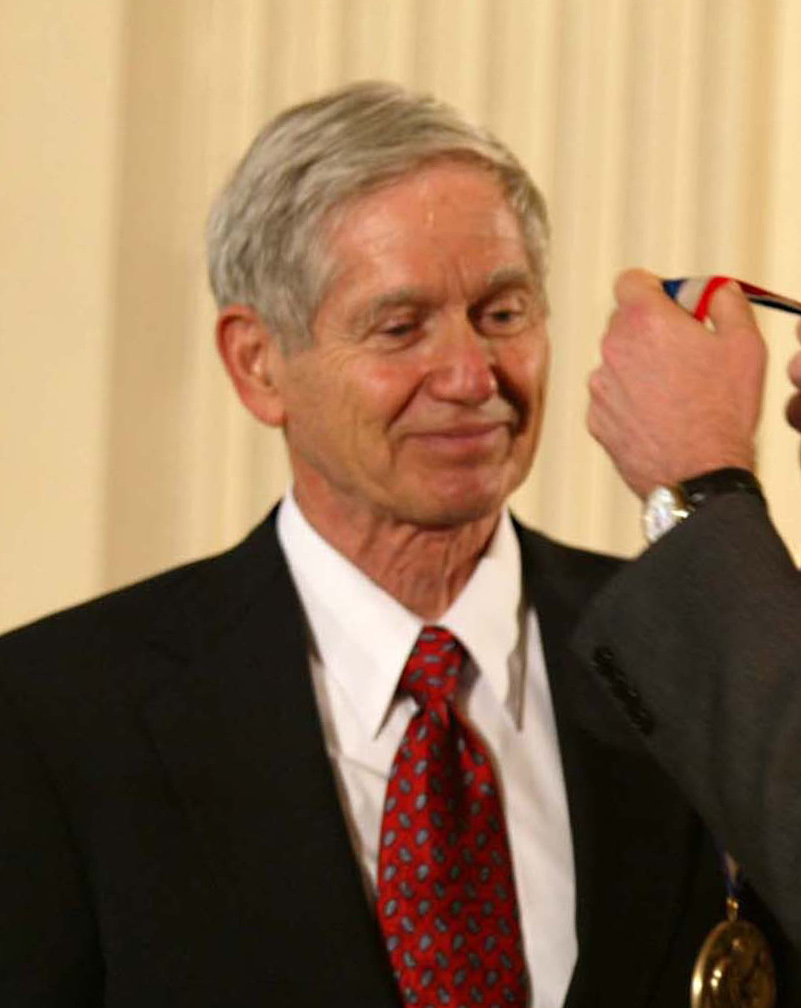
Charles David Keeling en 2001

La curva de Keeling es una gráfica que muestra los cambios en la concentración de dióxido de carbono en la atmósfera desde 1958. 
Se basa en las mediciones continuas tomadas en Mauna Loa (Hawái) bajo la supervisión de Charles David Keeling. 
Estas mediciones fueron la primera evidencia de los rápidos incrementos en los niveles de dióxido de carbono en la atmósfera.
Charles David Keeling, de la Scripps Institution of Oceanography de la Universidad de California San Diego, fue la primera persona en efectuar mediciones regulares de las concentraciones de dióxido de carbono atmosférico en el Polo Sur y en Hawái desde 1958 en adelante.
Antes de Keeling se pensaba que la concentración de dióxido de carbono en la atmósfera estaba afectada por una constante variabilidad. Keeling perfeccionó las técnicas de medición y observó variaciones diurnas, estacionales y también un incremento anual que tenía una correlación con los combustibles fósiles quemados en ese año.
En el artículo que le hizo famoso observaba que en el Polo Sur la tasa de incremento de la concentración es casi la esperada por la combustión de combustibles fósiles.

## Mediciones en Mauna Loa

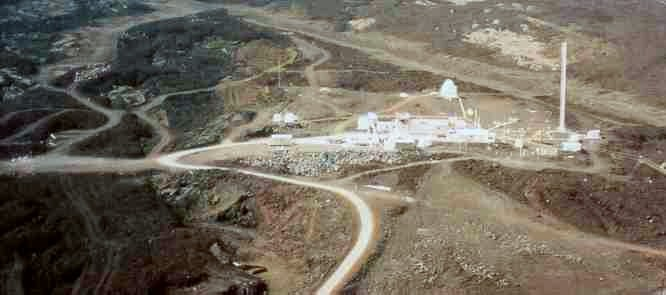
Observatorio Mauna Loa, Hawaii

Debido a recortes económicos hacia 1965, Keeling tuvo que abandonar las mediciones en el Polo Sur, pero mantuvo las de Mauna Loa.
Las mediciones efectuadas en Mauna Loa muestran un incremento mantenido en la concentración media del CO2 desde 315 partes por millón en volumen (ppmv) en 1958 hasta 400 ppmv en mayo de 2013, 409 ppmv en abril de 2017 y alcanzó un pico estacional de 417 partes por millón para 2020 en mayo. En marzo de 2025 se alcanzaron 428 ppm.
Este incremento en el CO2 atmosférico se debe fundamentalmente a la quema de combustibles fósiles y se ha ido acelerando en los últimos años. 
La tasa de incremento se ha acelerado desde que se iniciaron las mediciones desde 0,7 ppm por año hacia 1958 a 2,1 ppm por año desde 2004. Los científicos de NOAA afirman que es la evidencia concluyente de que el fuerte crecimiento de las emisiones de CO2 procedentes de la quema de carbón, petróleo y gas conduce a dicha aceleración.
Antes de la revolución industrial del siglo XIX la concentración media global de CO2 era de unos 280 ppm. Durante los últimos 800 000 años el CO2 fluctuó entre 180 ppm durante las eras glaciales y los 280 ppm en los períodos interglaciales. La tasa de crecimiento actual es más de 100 veces más rápida que el incremento que ocurrió cuando terminó la última era glacial.
Como el dióxido de carbono es un gas de efecto invernadero esto tiene unas implicaciones muy importantes para el calentamiento global.
El CO2 una vez emitido permanece en la atmósfera y en los océanos durante miles de años. Los cambios climáticos forzados por el CO2 dependen primariamente de la acumulación de emisiones, por lo que se hace cada vez más difícil evitar un cambio climático sustancial.
Aunque Mauna Loa no es un volcán activo, Keeling y sus colaboradores efectuaron las mediciones por encima de la capa de inversión térmica para minimizar la contaminación local y los datos fueron normalizados estadísticamente.
Las mediciones en otras ubicaciones aisladas han confirmado la tendencia a largo plazo mostrada por la curva de Keeling, aunque ningún otro sitio tiene un registro tan amplio como el de Mauna Loa.

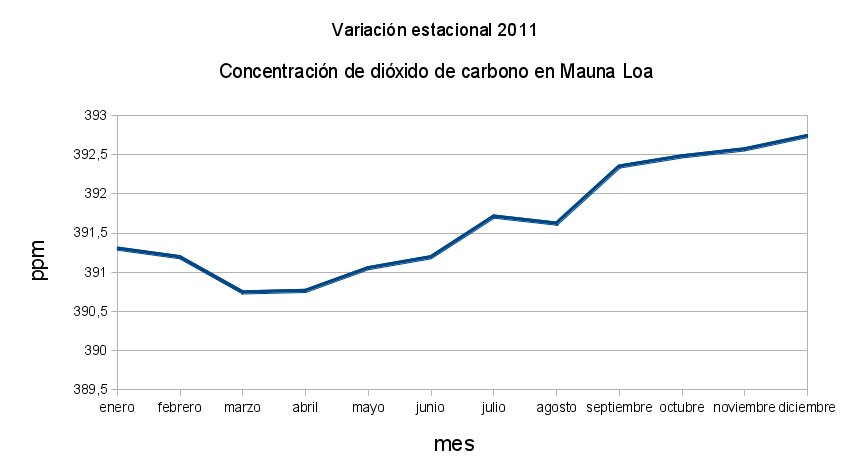
Variación estacional de la concentración de dióxido de carbono en Mauna Loa 2011

La curva de Keeling muestra una variación de unos 5 ppmv cada año correspondiente al consumo estacional de CO2 por la vegetación. La mayor parte de la vegetación está en el hemisferio Norte porque es donde se localiza la mayor superficie de tierra emergida. El nivel disminuye desde la primavera del hemisferio Norte porque el crecimiento de las plantas mediante la fotosíntesis toma dióxido de carbono de la atmósfera y vuelve a aumentar en el otoño del hemisferio Norte cuando las plantas mueren o pierden las hojas y sueltan el dióxido de carbono a la atmósfera.
Las mediciones de dióxido de carbono en el Observatorio de Mauna Loa se efectúan con un tipo de espectrómetro de infrarrojos no dispersivo.
Keeling falleció en 2005. La supervisión del proyecto de mediciones fue continuada por su hijo Ralph Keeling, profesor de ciencia del clima en la Scripps Institution.

## Mediciones globales

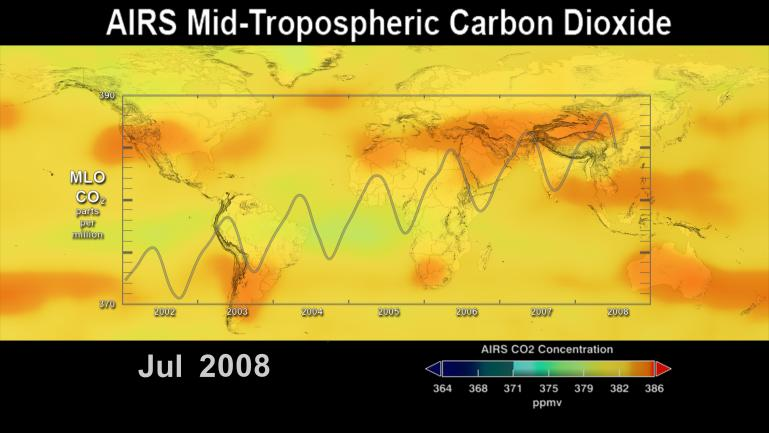
Mediciones hechas por la NASA del nivel de CO_{2} en la troposfera media. El gráfico incluye los datos integrados en la curva de Keeling del Observatorio Mauna Loa en Hawái. La escala tanto de la curva de Keeling como del mapa (escala de colores) está indicada en partes por millón en volumen

A principios de la década de 1970 la agencia federal estadounidense NOAA (National Oceanic and Atmospheric Administration) comenzó las mediciones de CO2 en todo el mundo.
Desde 1995 el Earth System Research Laboratory (ESRL) de NOAA en Boulder, Colorado, mantiene las referencias en cuanto a la medición de CO2 y gases de efecto invernadero.
Actualmente los niveles de dióxido de carbono se miden semanalmente en unas 100 ubicaciones de todo el mundo. Se toma aire en frascos y luego se analiza en el laboratorio. Hay aviones que toman muestras a gran altitud y satélites con sensores específicos.
En marzo de 2015 NOAA afirmó que por primera vez se habían superado las 400 ppm en la concentración media mensual global de CO2 desde que se tienen mediciones.

## Mediciones históricas

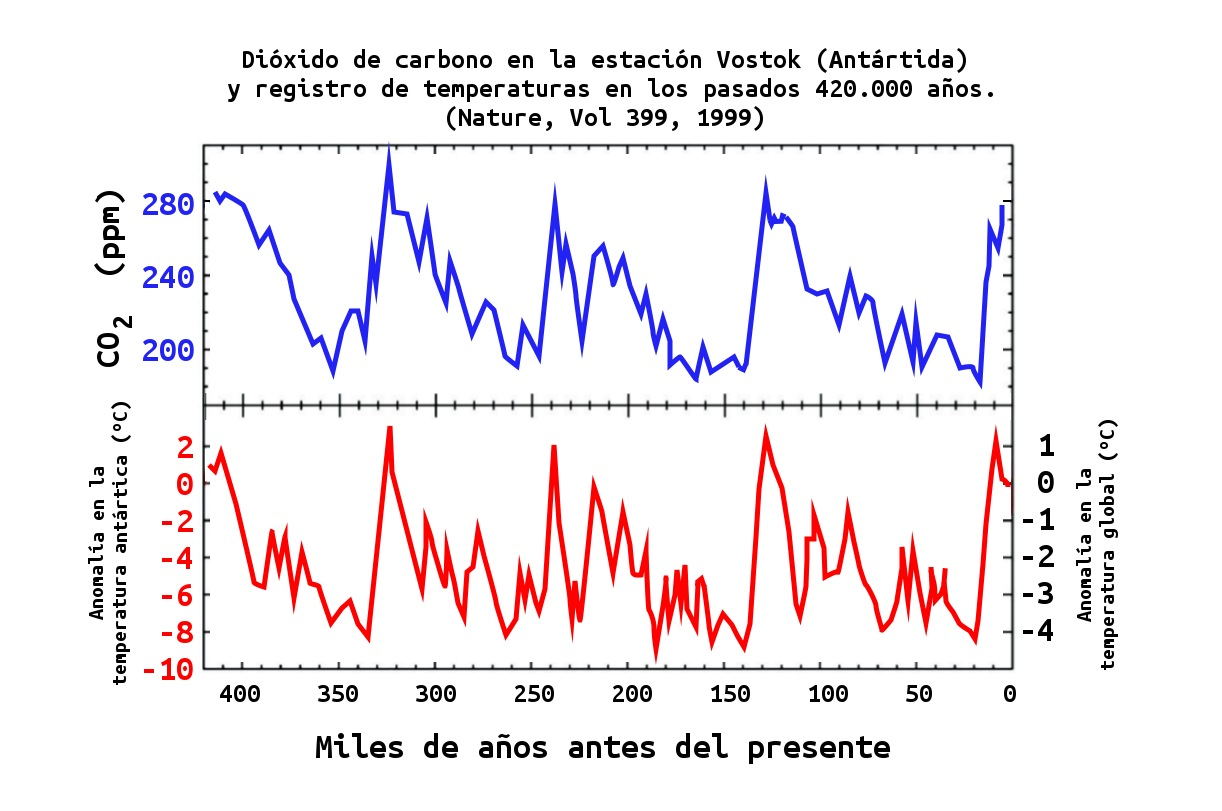
Concentraciones de dióxido de carbono y relación con la variación de temperatura en los últimos 420 000 años

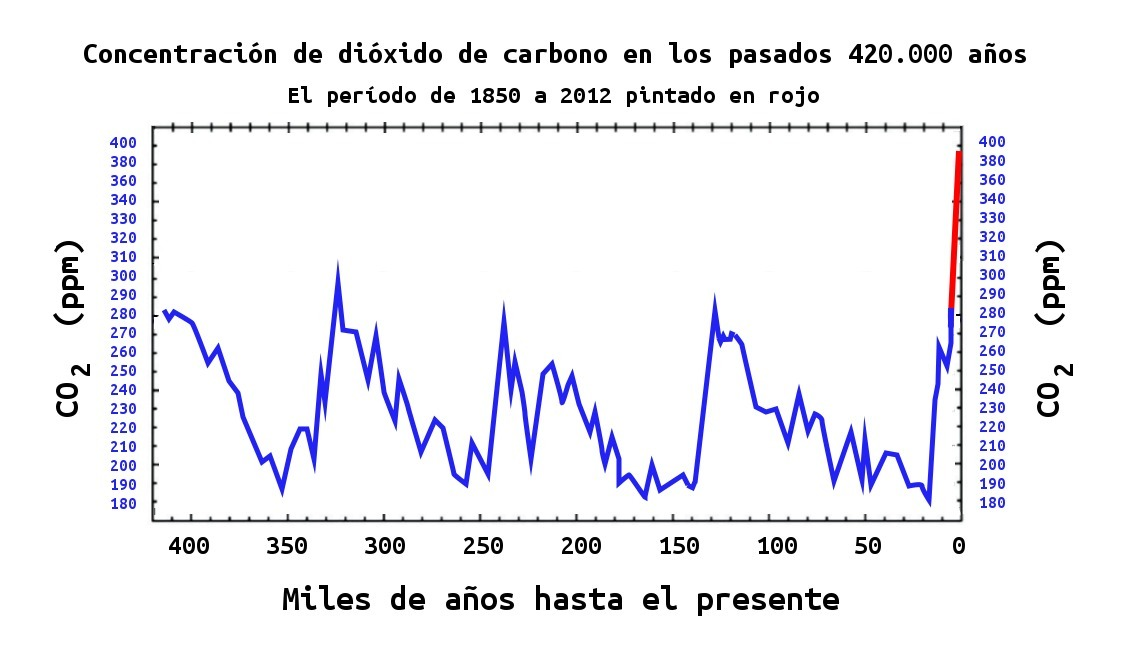
Concentraciones de dióxido de carbono en los últimos 420 000 años. El período industrial desde 1850 a 2012 está pintado en rojo.

Cuando nieva queda aire atrapado en los copos. En los polos y en otras regiones la nieve nunca se funde y termina formando hielo y ese aire queda atrapado en pequeñas burbujas. Normalmente en cada kilogramo de hielo quedan atrapados 100 mililitros de aire. De este modo el hielo polar funciona como un “museo del aire” proporcionando información de la composición de la atmósfera hasta medio millón de años atrás.  
Las técnicas de extracción y análisis de gases proporcionan las concentraciones de CO2 anteriores a 1950. Además suministran las concentraciones posteriores a 1950 y confirman las medidas de Keeling.
Las concentraciones de CO2 medidas en el hielo del glaciar Law Dome (Antártida) muestran concentraciones constantes entre 270 y 280 ppm durante los 1 000 años anteriores al siglo XVIII cuando comenzaron a crecer. 
En 2012 la concentración alcanzó 396 ppm, lo que supone un incremento del 41%.
Los registros de hielo muestran que las concentraciones de CO2 no tienen precedente en los últimos 650 000 años.

## Protocolo de Kioto
El Protocolo de Kioto de la convención marco de las Naciones Unidas sobre el cambio climático se firmó el 11 de diciembre de 1997 y entró en vigor el 16 de febrero de 2005. 

Artículo 3.
1. Las Partes incluidas en el anexo I se asegurarán, individual o conjuntamente, de que  sus emisiones antropógenas agregadas, expresadas en dióxido de carbono equivalente, de los  gases de efecto invernadero enumerados en el anexo A no excedan de las cantidades atribuidas a ellas, calculadas en función de los compromisos cuantificados de limitación y reducción de las  emisiones consignados para ellas en el anexo B y de conformidad con lo dispuesto en el presente  artículo, con miras a reducir el total de sus emisiones de esos gases a un nivel inferior en no menos de 5% al de 1990 en el período de compromiso comprendido entre el año 2008 y el 2012.
United Nations Framework Convention on Climate Change

La curva de Keeling muestra que no se ha producido esa reducción del 5% entre 2008 y 2012 sino que la concentración de dióxido de carbono ha seguido creciendo.

## Cálculos

### Parte por millón en volumen
1 ppmv de CO2 representa 2,13 Gt (Gigatoneladas: 1 Gt = 1012 kg) de carbono, siendo la masa de la atmósfera 5,137 x 1018 kg (Trenberth, 1981 JGR 86:5238-46).
Cada ppmv de CO2 representa también 2,13 x 1015 gramos o 2,13 petagramos de carbono (PgC).

### Orígenes antropogénicos

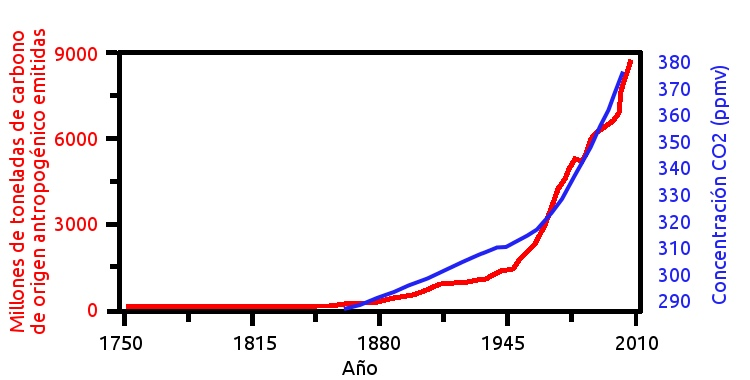
Correlación entre las emisiones de carbono antropogénicas y la concentración de dióxido de carbono de 1750 a 2010

El CO2 antropogénico proviene de la quema de combustibles fósiles, cambios en el uso de la tierra como la deforestación, y la fabricación de cemento. 
Según Houghton y Hackler los cambios en el uso de la tierra entre 1850 y 2000 resultaron en una transferencia neta de 154 PgC hacia la atmósfera. Durante el mismo período se liberaron 282 PgC debido a la quema de combustibles fósiles y 5,5 PgC adicionales se emitieron debido a la fabricación de cemento.
Esto suma 154 + 282 + 5,5 = 441,5 PgC, de los cuales 282/444.1 = 64% es debido a la quema de combustibles fósiles.

### Respiración de las personas
Las personas exhalan aproximadamente 1 kg de dióxido de carbono al día. Este dióxido de carbono proviene directa o indirectamente de aquel que fue capturado por las plantas a través de la fotosíntesis. Las personas comen carne de animales que comieron plantas y por tanto es un ciclo cerrado con ninguna influencia neta en la atmósfera. En conclusión, la respiración no es responsable de los incrementos de CO2 en la atmósfera.

### Consumo de electricidad
En 2010 y como media se emitían 0,63 kg de dióxido de carbono por kWh (Kilovatio-hora) de electricidad consumida en Estados Unidos. Esto incluye la electricidad consumida para hacer funcionar la planta generadora y las pérdidas en los transformadores y líneas de distribución. Las emisiones reales específicas pueden variar desde casi cero en el caso de la energía hidráulica hasta 1,09 kg por kWh para una central eléctrica de carbón.

### Consumo de gasolina
La combustión de un litro de gasolina produce 2,34 kg de CO2. Esto no depende de la eficiencia del motor sino de la química de la gasolina. Sin embargo, con un coche eficiente se recorren más kilómetros por kg de CO2 emitido.

### Ejemplo de combustión del metano
El gas natural metano tiene la siguiente composición:
- C = carbono, peso atómico 12
- H = hidrógeno, peso atómico 1
- O = oxígeno, peso atómico 16
- CH4= metano, peso atómico 16
- O2= oxígeno molecular, peso atómico 32
- CO2= dióxido de carbono, peso atómico 44
- H2O = agua, peso atómico 18

La combustión del metano:
De modo que la combustión de 16 unidades de masa (gramos, kilos, …) de metano produce 44 unidades de masa de dióxido de carbono y 36 unidades de masa de agua consumiendo 64 unidades de masa de oxígeno.

## Curva
Según la Scripps Institution of Oceanography los datos mensuales de concentración de CO2 en Mauna Loa desde 1958 forman esta curva.
Según la Scripps Institution of Oceanography los datos mensuales de concentración de CO2 en Mauna Loa desde 2000 forman esta curva.
Créditos:   C. D. Keeling, S. C. Piper, R. B. Bacastow, M. Wahlen, T. P. Whorf, M. Heimann, and H. A. Meijer, Exchanges of atmospheric CO2 and 13CO2 with the terrestrial biosphere and oceans from 1978 to 2000. I. Global aspects, SIO Reference Series, No. 01-06, Scripps Institution of Oceanography, San Diego, 88 pages, 2001. http://escholarship.org/uc/item/09v319r9

## Una verdad incómoda
La curva de Keeling tiene un papel protagonista en el documental Una verdad incómoda que ganó el Oscar al mejor documental en 2007.
El documental fue escrito y presentado por Al Gore, que resumía sus esfuerzos para llamar la atención sobre los peligros del cambio climático. Al Gore junto al Intergovernmental Panel on Climate Change (IPCC) ganó el premio Nobel de la Paz de 2007.
El documental forma parte del currículo de numerosas escuelas del mundo como recurso educativo. En Alemania el Ministerio de Medio Ambiente compró 6 000 DVD del documental para las escuelas alemanas.